# Брачи, Хосе
Хосе Брачи (исп. José Brachi; род. 1894 или 1884 год — дата смерти неизвестна) — уругвайский футболист, выступавший на позиции нападающего.

## Биография
Согласно данным энциклопедии «Fuji», Брачи дебютировал в сборной Уругвая в возрасте всего 14 лет (если был верно указан год рождения — 1894), соответственно, клубную карьеру он начал, по крайней мере, на некоторое время раньше, возможно, в том же 1908 году. Вероятно, в энциклопедии допущена ошибка и Брачи родился в 1884 году.
Как игрок клуба «Дублин» (Монтевидео) Брачи принял участие в неофициальном чемпионате Южной Америки 1910 года (Кубок Столетия Майской революции). Он играл в обоих матчах — с Чили (забил гол) и с Аргентиной. Уругвай закончил турнир на втором месте.
В качестве игрока футбольного клуба «Насьональ» (Монтевидео) принял участие в Кубке Америки 1916. Уругвай выиграл турнир, а Брачи играл только в первом матче против Чили.
Всего в матчах за сборную сыграл 12 матчей и забил 3 гола.

## Титулы
- Чемпион Уругвая (1): 1916
- Чемпион Южной Америки (1): 1916